# 김천 나화랑 생가
김천 나화랑 생가는 대한민국 경상북도 김천시 봉산면 인의리에 있는 일제 강점기의 건축물이다. 광복 후 한국 대중음악계를 대표하는 한 사람인 나화랑(본명:조광환)이 태어나 자란 곳으로 과거의 모습을 비교적 잘 간직하고 있다. 2020년 3월 9일 대한민국의 국가등록문화재 제775호로 지정되었다.

## 지정사유
'김천 나화랑 생가'는 광복 후 한국 대중음악계를 대표하는 한 사람인 나화랑(본명:조광환)이 태어나 자란 곳으로 과거의 모습을 비교적 잘 간직하고 있다. 또한 동시대 활동했던 음악가의 생가가 대부분 사라진 상황에서 현존하는 생가라는 점에서 음악사적 및 지역사적 측면에서 보존 가치가 있다.
나화랑(1921~1983)은 '열아홉 순정', '무너진 사랑탑', '늴리리 맘보' 등 생애 500여편의 가요를 남기고 수많은 음반을 양상하여 한국 대중가요 보급과 발전에 공헌한 바가 크다.

## 같이 보기
- 열아홉 순정

## 참고 자료
- 김천 나화랑 생가 - 국가유산청 국가유산포털